# ال کارمن دل دارین
ال کارمن دل دارین (انگلیسی: El Carmen del Darién)  یک منطقه مسکونی در کشور کلمبیا است.